# Thomas Calabro
Thomas Calabro (New York, 3 febbraio 1959) è un attore statunitense, che lavora in campo televisivo, noto per il ruolo del Dr. Michael Mancini nel serial Melrose Place.
Debutta nel 1984 nel film Dominator, in seguito lavora prevalentemente in produzioni televisive. Nel 1992 interpreta il ruolo del Dr. Michael Mancini in Melrose Place, Calabro è l'unico attore del cast ad aver interpretato il suo ruolo dall'inizio della serie fino alla sua conclusione nel 1999.
Dopo Melrose Place continua a lavorare in televisione in svariati film TV e appare in serie come Il tocco di un angelo, Nip/Tuck e Greek - La confraternita.
Nel 2009 torna ad interpretare il dr. Michael Mancini nella nuova versione di Melrose Place targata The CW. Nel 2012 prende parte ad un episodio di Glee, dove interpreta il padre di Puck, interpretato da Mark Salling.

## Filmografia

### Cinema
- Dominator, regia di Mark Buntzman (1984)
- Fuori nel buio (Outside in The Darnkess), regia di Jud Taylor (1985)
- Cake: A Wedding Story, regia di Will Wallace (2007)
- Safehouse, regia di John Poague (2008)
- Devils Inside, regia di Thomas Whelan (2012)
- The Barber, regia di Basel Owies (2014)
- The Man in 3B, regia di Trey Haley (2015)

### Televisione
- Ladykillers - Omicidio in abito da sera (Ladykillers), regia di Robert Michael Lewis – film TV (1986)
- Dream Street – serie TV, 6 episodi (1986)
- Le inchieste di Padre Dowling (Father Dowling Mysteries) – serie TV, episodio 3x01 (1990)
- Law & Order - I due volti della giustizia (Law & Order) – serie TV, episodio 1x04 (1990)
- Donna d'onore (Vendetta: Secrets of a Mafia Bride), regia di Stuart Margolin – miniserie TV, 6 episodi (1990)
- Non c'è tempo per morire (No Time to Die), regia di Alan J. Levi – film TV (1992)
- Melrose Place – serie TV, 219 episodi (1992-1999)
- Con la forza del cuore (Sleep, Baby, Sleep), regia di Armand Mastroianni – film TV (1995)
- Sarà per sempre (Stolen Innocence), regia di Bill Norton – film TV (1995)
- La legge di Burke (Burke's Law) – serie TV, episodio 2x03 (1995)
- Ned and Stacey – serie TV, episodio 1x14 (1996)
- MADtv – serie TV, episodio 2x17 (1997)
- L.A. Johns, regia di Joyce Chopra – film TV (1997)
- Made Men, regia di Don Close – film TV (1997)
- Tutta colpa di un angelo (Ice Angel), regia di George Erschbamer – film TV (2000)
- Best Actress, regia di Harvey Frost – film TV (2000)
- They Nest, regia di Ellory Elkayem – film TV (2000)
- Il tocco di un angelo (Touched by an Angel) – serie TV, episodio 7x21 (2001)
- Hard Knox, regia di Peter Bloomfield – film TV (2001)
- Babbo Natale cerca moglie (Single Santa Seeks Mrs. Claus), regia di Harvey Frost – film TV (2004)
- Nip/Tuck – serie TV, episodio 3x07 (2005)
- Cold Case - Delitti irrisolti (Cold Case) – serie TV, episodio 3x20 (2006)
- 'Til Lies Do Us Part, regia di Robert Malenfant – film TV (2007)
- Ice Spiders - Terrore sulla neve (Ice Spiders), regia di Tibor Takács – film TV (2007)
- Fall of Hyperion, regia di Rex Piano – film TV (2008)
- Greek - La confraternita (Greek) – serie TV, episodi 1x17-3x02 (2008-2009)
- Senza traccia (Without a Trace) – serie TV, episodio 7x12 (2009)
- Melrose Place – serie TV, 9 episodi (2009-2010)
- CSI: NY – serie TV, episodio 7x06 (2010)
- Whacked – serie TV, episodio 1x05 (2011)
- Castle – serie TV, episodio 3x11 (2011)
- NCIS - Unità anticrimine (NCIS) – serie TV, episodio 8x13 (2011)
- Glee – serie TV, episodio 3x18 (2012)
- The Bay – serie TV, 21 episodi (2015-2019)
- The Last Ship – serie TV, 7 episodi (2018)
- Killer Cheer Mom, regia di Rendy Carter – film TV (2021)

## Doppiatori italiani
Nelle versioni in italiano delle opere in cui ha recitato, Thomas Calabro è stato doppiato da:
- Massimo Rossi in Melrose Place (1992), Castle
- Stefano Benassi in Non c'è tempo per morire
- Andrea Zalone in Nip/Tuck
- Davide Lepore in Cold Case - Delitti irrisolti
- Roberto Draghetti in Melrose Place (2009)
- Teo Bellia in CSI: NY
- Gianfranco Miranda in NCIS - Unità anticrimine
- Alessandro Budroni in Glee
- Sergio Lucchetti in The Last Ship